# قوبرة (نهم)

تعديل مصدري - تعديل

قوبرة هي إحدى قرى عزلة الحنشات بمديرية نهم التابعة لمحافظة صنعاء، بلغ تعداد سكانها 121 نسمة حسب تعداد اليمن لعام 2004.